# 庫馬諾沃協定
《軍事技術協定》（英語：Military Technical Agreement），又稱《庫馬諾沃協定》（Kumanovo Agreement），是北約駐科索沃維和部隊（KFOR）、南斯拉夫聯盟共和國政府和塞爾維亞共和國政府於1999年6月9日在北馬其頓庫馬諾沃簽署的一份停火協定。該協定導致科索沃戰爭的結束，並在南斯拉夫和KFOR之間建立了新的基本關係，北約駐科索沃維和部隊將取代南斯拉夫軍隊在科索沃的部隊。

## 背景
在達成《庫馬諾沃協定》之前，不僅南斯拉夫和塞爾維亞之間，而且北約和俄羅斯之間都進行了一系列談判。例如，儘管就塞爾維亞駐科索沃部隊的撤軍時間表達成了初步協議，但北約的盟軍行動仍在進行，等待塞爾維亞部隊完成全部撤軍。
有消息稱，俄羅斯在立即解決協議方面發揮了作用。據稱俄羅斯外交部長伊戈尔·伊万诺夫與美國國務卿馬德琳·歐布萊特舉行了會晤。雙方達成初步協議，其中包括北約方面承諾停止空襲，並願意刪除其希望列入《庫馬諾沃協定》的一段話，以換取俄羅斯對G8即將商定的聯合國決議的支持。沒有俄羅斯的參與，聯合國安理會關於科索沃的決議就不會獲得批准，北約的空襲也將持續。

## 協定條款
該協定的主要條款旨在實現以下目標：
- 北約駐科索沃維和部隊（KFOR）與南斯拉夫聯盟共和國停止敵對行動，如果南斯拉夫聯盟共和國切實遵守協定，則結束轟炸行動。
- 在科索沃邊界周圍劃定25公里的空中安全區和5公里的“地面安全區（英语：Ground Safety Zone）”，必要時可進入南斯拉夫聯盟共和國管理的領土，未經KFOR許可，南斯拉夫聯盟共和國軍隊不得進入。根據協定，輕裝警察繼續在科索沃境外的安全區內採取行動。
- 在協定簽署後的11天內，南斯拉夫聯盟共和國部隊分階段撤出科索沃，包括清除通信線路上的軍事資產（地雷、誘殺裝置），並向北約提供有關剩餘危險的資訊。
- 根據即將通過的聯合國安全理事會決議，在科索沃境內部署民事和安全部隊。
- 授權KFOR提供援助並使用必要的武力，為國際民事存在及其和平解決任務創造一個安全的環境。

聯合國安全理事會第1244號決議授權聯合國會員國和國際組織維持國際安全存在，即北約駐科索沃維和部隊（KFOR），除非聯合國安全理事會另有決定，否則KFOR的任務沒有期限。KFOR有權採取一切必要行動，確保協定得到遵守。